# ضربات مصر
ضربات مصر أو الضربات الكتابية أو الضربات العشر هي عشر طامات أنزلها الله على مصر مذكورة في سفر الخروج الأصحاحات 7 إلى 10 من أجل إقناع الفرعون بترك بنو إسرائيل العبيد ليذهبوا مع موسى ، وهي مذكورة باختصار في القرآن.

## الضربات حسب وصف الكتاب المقدس
1. الخروج 7 : 14 - 25 تحول الأنهار والمياه إلى دم وإماتة السمك وكل الأحياء المائية
2. الخروج 8 : 1 - 15 الضفادع
3. الخروج 8 : 16 - 19 البعوض
4. الخروج 8 : 20 - 30 الذباب
5. الخروج 9 : 1 - 7 موت المواشى
6. الخروج 9 : 8 - 12 بثور ودمامل لا تشفى
7. الخروج 9 : 13 - 35 إنزال برد ونار
8. الخروج 10 : 1 -20 الجراد
9. الخروج 10 : 21 - 29 الظلام
10. الخروج 11 : 1 - 12: 36 موت الأطفال البكور للمصريين

## الضربات حسب المفهوم الإسلامي
تسمى آيات وعددها تسع ذكرت في سورة الأعراف
﴿وَنَزَعَ يَدَهُ فَإِذَا هِيَ بَيْضَاءُ لِلنَّاظِرِينَ ۝١٠٨﴾
﴿وَلَقَدْ أَخَذْنَا آلَ فِرْعَوْنَ بِالسِّنِينَ وَنَقْصٍ مِنَ الثَّمَرَاتِ لَعَلَّهُمْ يَذَّكَّرُونَ ۝١٣٠﴾
﴿فَأَرْسَلْنَا عَلَيْهِمُ الطُّوفَانَ وَالْجَرَادَ وَالْقُمَّلَ وَالضَّفَادِعَ وَالدَّمَ آيَاتٍ مُفَصَّلَاتٍ فَاسْتَكْبَرُوا وَكَانُوا قَوْمًا مُجْرِمِينَ ۝١٣٣﴾ [الأعراف:133]:
1. اليد
2. العصا
3. الطوفان
4. الجراد
5. القمل
6. الضفادع
7. الدم
8. السنين (القحط)
9. نقص الثمرات

## أفلام عن ضربات مصر
- الوصايا العشر (فيلم) (1956)
- The Abominable Dr. Phibes (1971)[1]
- أمير مصر (فيلم) (1998)[2]
- ماغنوليا (فيلم) (1999)[3]
- The Reaping (2007)[4]
- خروج: الآلهة والملوك (2014)[5]